# Catocala lemmeri
Catocala lemmeri là một loài bướm đêm trong họ Erebidae.